# بیلیل الحمزاوی
بیلیل الحمزاوی (انگلیسی: Bilel El Hamzaoui؛ زادهٔ ۱ آوریل ۱۹۹۲) بازیکن فوتبال اهل فرانسه است.

## باشگاهی
از باشگاه‌هایی که در آن بازی کرده‌است می‌توان به باشگاه فوتبال آنژه اشاره کرد.